# M/S Uddeholm (1945)
För andra fartyg med detta namn, se M/S Uddeholm.
M/S Uddeholm var ett fartyg tillhörande Svenska Amerika Mexiko Linien (SAML) byggt på Eriksbergs Mekaniska Verkstad i Göteborg 1945. 

## Historia
Fartyget levererades i 7 november 1945. År 1946 införlivades SAML i Svenska Amerika Linien (SAL) i samband med detta överfördes fartyget till SAL.
I september 1963 såldes fartyget till Rederi Ab Sally och fick namnet Adeny. I februari 1976 såldes fartyget vidare till Saudi-Europe Line och omdöptes till Abha. Den 8 augusti 1977 grundstötte fartyget och i november samma år gjordes försök att dra loss fartyget från grundet men man misslyckades och fartyget lämnades åt sitt öde.